# Îles Beriozovye
Les îles Beriozovye (en finnois : Koiviston saaret ; en russe : Берёзовые острова, Beriozovye ostrova) ; en suédois : Björkö) forment un groupe de 15 îles situées au sud et à l’ouest de la ville de Primorsk au fond du golfe de Finlande près de l’isthme de Carélie.

## Histoire
Avant la Seconde Guerre mondiale, les îles sont finlandaises et font partie de la commune de Koivisto (en suédois : Björkö). Ces îles ont donné leur nom au pacte de Björkö de 1905.

## Géographie
L’archipel est formé de 15 îles dont la plus grande est l'île Bolchoï Beriozovy (остров Большой Берёзовый, en finnois : Suuri Koiviston saari).
Les autres îles les plus grandes sont :
- Zapadny Beriozovy (остров Западный Берёзовый, en finnois : Länsi-Koiviston saari)
- Severny Beriozovy (остров Северный Берёзовый, en finnois : Pohjois-Koiviston saari)

L’archipel s’étend sur 200 km le long de la côte pour une superficie totale de 92 km2.
Les îles sont protégées par l’État comme sanctuaire pour les oiseaux et sont l’un des sites de la Convention de Ramsar.

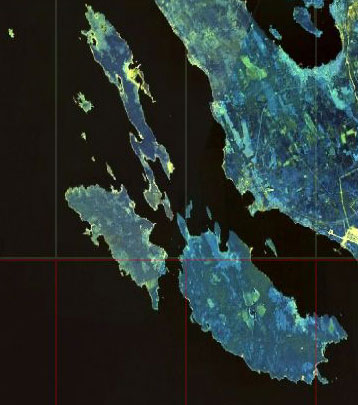
Les îles Beriozovye dans le golfe de Finlande

### Les  villages avant guerre
Sur l’île de Suursaari les villages étaient : Eistilä, Inkerttilä, Jaakkola, Patala, Hyttilä, Saarenpää et Pitkäniemi.
Sur l’île de Tiurinsaari les villages étaient : Partiala, Vanhakylä et Tiurinsaari.
Sur l’île de Piisaari les villages étaient : Soukansaari, Klurlahti ja Keskisaari et  Alvattila.

### Les villages après guerre
De nos jours, le village de Petrovskoïe englobe les anciens villages de Eistila, Inkerttilä ja Vanhakylä et le village Krasni ostrov comprend Hyttilä ja Saarenpää.